# Боровинка (Ленинградская область)
Боровинка (до 1949 года Кольола, фин. Koljola) — посёлок в Каменногорском городском поселении Выборгского района Ленинградской области.

## Название
24 февраля 1948 года деревня Кольола была переименована в Боровинку. Обоснованием для данного переименования били названы «географические условия». Окончательно переименование было закреплено указом Президиума ВС РСФСР от 13 января 1949 года.

## История

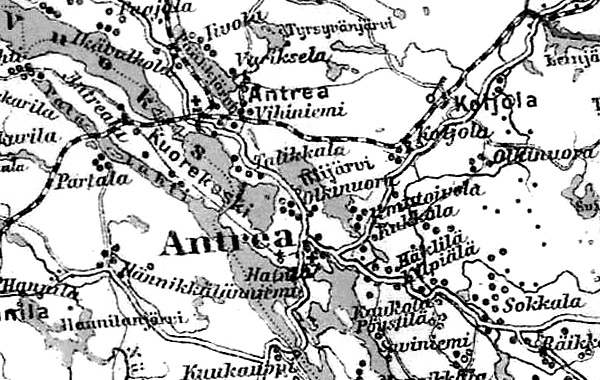
Деревни Кольола и Олкинуора на финской карте 1923 года

До 1939 года деревня Кольола входила в состав волости Антреа Выборгской губернии Финляндской республики.
С 1 января 1940 года — в составе Карело-Финской ССР.
С 1 августа 1941 года по 31 мая 1944 года финская оккупация.
С 1 ноября 1944 года — в составе Антреаского сельсовета Яскинского района.
С 1 октября 1948 года — в составе Красносокольского сельсовета Лесогорского района. В ходе укрупнения к деревне Кольола были присоединены соседние селения Олкинуора, Сейтсонен, Пеккола. 
С 1 января 1949 года учитывается административными данными как деревня Боровинка.
С 1 декабря 1960 года — в составе Выборгского района.
В 1961 году население деревни составляло 372 человека. 
По данным 1966, 1973 и 1990 годов посёлок Боровинка входил в состав Красносокольского сельсовета.
В 1997 году в посёлке Боровинка Красносокольской волости проживали 126 человек, в 2002 году — 128 человек (русские — 94 %).
В 2007 году в посёлке Боровинка Каменногорского ГП проживали 126 человек, в 2010 году — 145 человек.

## География
Посёлок расположен в северной части района на автодороге 41К-185 (Комсомольское — Приозерск) в месте примыкания к ней автодороги 41К-446 (Красный Сокол — Боровинка).
Расстояние до административного центра поселения — 6 км.
Расстояние до ближайшей железнодорожной станции Каменногорск I — 12 км. 
Через посёлок протекает один из притоков реки Славянка, вытекающий из озера Прямое.

## Демография
| 2007 | 2010 | 2017 | 2021 |
| ---- | ---- | ---- | ---- |
| 126  | ↗145 | ↘138 | ↘115 |

## Улицы
Вокзальная, Дорожная, Заводская, Зелёная, Малый Боровинский проезд, Ручейный проезд.